# Classe empacotadora
Uma classe empacotadora, em inglês wrapper class, na linguagem de programação Java é uma das oito classes fornecidas no pacote java.lang para fornecer métodos de objeto para os oito tipos primitivos. Todas as classes wrapper em Java são imutáveis. J2SE 5.0 introduziu o conceito de empacotamento automático de tipos primitivos em seus objetos wrapper, e desempacotamento automático dos objetos wrapper em seus valores primitivos - a conversão implícita entre os objetos wrapper e valores primitivos.
As classes empacotadoras:
- Boolean
- Byte
- Character
- Double
- Float
- Integer
- Long
- Short

As classes empacotadoras (wrapper) e seus tipos primitivos correspondentes são:
| Tipo primitivo | Empacotadora (Wrapper) | Argumentos suportados   |
| -------------- | ---------------------- | ----------------------- |
| byte           | Byte                   | byte or String          |
| short          | Short                  | short or String         |
| int            | Integer                | int or String           |
| long           | Long                   | long or String          |
| float          | Float                  | float, double or String |
| double         | Double                 | double or String        |
| char           | Character              | char                    |
| boolean        | Boolean                | boolean or String       |